# آینه شمعدون (فیلم)
آینه شمعدون فیلمی به کارگردانی بهرام بهرامیان و نویسندگی احمد رفیع‌زاده و تهیه‌کنندگی محمد کمالی‌پور محصول سال ۱۳۹۱ است. این فیلم در میانه فیلمبرداری به علت مغایرت فیلمنامه با فیلمنامه مصوب وزارت ارشاد از سوی معاونت نظارت ارزشیابی توقیف و ادامه کار به بازنویسی مجدد فیلمنامه موکول شد. تلاشهای عوامل فیلم برای راه اندازی مجدد این پروژه تاکنون بی‌نتیجه بوده‌است.

## خلاصه داستان
داستان فیلم دربارهٔ زن و شوهری به نام «ضیاء» و «سوری» است که قصد دارند دخترشان را به خانه بخت بفرستند. ضیاء در سیرک کار می‌کرده و حالا بیکار شده‌است. سوری قصد دارد به دخترش جهیزیه‌ای مفصل بدهد و دخترش را با آبرو به خانه بخت بفرستد. تلاش‌های خانواده برای جور کردن جهیزیه وقتی کامل می‌شود که اهالی محل به کمک آن‌ها آمده و هرکدام تکه‌ای از وسایل زندگی مشترک را به این دو جوان می‌دهند.

## بازیگران
- محسن تنابنده
- فرهاد آئیش[۴]
- رضا عطاران
- مصطفی زمانی
- الناز شاکردوست
- مهران احمدی
- شقایق فراهانی
- بهزاد فراهانی
- پانته‌آ بهرام
- شبنم مقدمی
- لیلا بلوکات
- آهو خردمند
- احمد مهران‌فر
- مهدی فقیه
- مهدی عطاران
- رضا کیانیان